# Mohamed Alaui
Mohamed Taufiq Alaui (en árabe: محمد توفيق علاوي‎) (Bagdad, 1 de julio de 1954) es un arquitecto de formación y político iraquí. El 1 de febrero de 2020 fue designado primer primer ministro de Irak pero un mes más tarde, el 1 de marzo, renunció a formar gobierno.
Fue ministro de Comunicaciones en dos ocasiones durante el gobierno de Nuri al Maliki de mayo de 2006 a agosto de 2007 y de 2010 a 2012. Ambas veces dimitió denunciando la agenda sectaria de al-Maliki y la interferencia política. 

## Biografía
Alaui estudió Ingeniería arquitectónica en la Universidad de Bagdad, dejando sus estudios a medias a causa de la persecución de Sadam Huseín. Se exilió al Líbano, donde en los años 80 completó su formación y obtuvo un título en Arquitectura de la Universidad Americana de Beirut. Luego se trasladó al Reino Unido adquiriendo la nacionalidad británica a la que se verá obligado a renunciar al asumir el puesto de primer ministro de Irak en 2020.

### Trayectoria empresarial
Fue cofundador Tawfiq Allawi Cable & Electric Wire Factory, que fabricaba diversas materias primas, como mármol, hormigón y PVC. Sus fábricas fueron confiscadas por el gobierno iraquí en 1997. Alaui fundó una fábrica de barritas de cereales y una compañía de software en Inglaterra y trabajó en el desarrollo de propiedades en el Líbano, Marruecos y el mercado inmobiliario en el Reino Unido.  
Participó también en Interfaith International, una ONG suiza que apoyó los derechos humanos de las minorías musulmanas durante las guerras yugoslavas .  

### Trayectoria política
Alaui participó en la Conferencia Salah Al-Din de partidos de oposición en 1992 y en la Conferencia de Londres en 2002.  Inició su carrera política después de la invasión de Estados Unidos a Irak en 2003. 
Fue elegido miembro del Consejo de Representantes de Irak en las elecciones parlamentarias iraquíes de enero de 2005.  Es primo de Ayad Alaui, quien fundó el opositor Acuerdo Nacional Iraquí y fue primer ministro interino de Irak de 2004 a 2005. 
En mayo de 2006, fue nombrado ministro de Telecomunicaciones en el gobierno de Nuri al Maliki . Tras  quince meses dimitió denunciando la posición sectaria del primer ministro. Se reincorporó al parlamento y permaneció en oposición durante el resto del mandato del gobierno. Regresó como ministro de Comunicaciones en el gobierno recién formado en 2010, pero también renunció denunciando la interferencia del primer ministro Nuri al Maliki en su ministerio. 
Desde entonces fue comentarista de asuntos políticos iraquíes, publicando una serie de artículos en medios de comunicación iraquíes y en su blog . 

### Trayectoria institucional

#### Ministro de Comunicaciones
Una de las políticas clave de Alaui fue eliminar la corrupción. Como ministro de comunicaciones implementó una política que impuso estrictos controles contra el soborno a todas las empresas que contrataban con el ministerio. Estos términos incluían que si se descubriera que la compañía había pagado un soborno a alguien en el ministerio, se impondría una multa del 30% del contrato a la compañía contratante y la compañía quedaría en la lista negra (evitando que contratara con cualquier entidad gubernamental) por tres años).

#### Primer ministro
Alaui fue designado primer ministro de Irak el 1 de febrero de 2020 por el presidente Barham Salih  al cumplirse el plazo que dio al Parlamento sin que los grupos políticos consensuaran un candidato, en sustitución de Adel Abdul Mahdi quien dimitió tras las protestas iniciadas en octubre de 2019 y se mantuvo durante varios meses como primer ministro interino. Alaui manifestó desde un principio su apoyo a las protestas y tras hacer público su nombramiento animó a los manifestantes a continuar las protestas hasta ser escuchados a través de un video publicado en su cuenta de Twitter.
Muqtada al Sadr, anunció la designación y pidió continuar con las protestas “para que se forme un Gobierno que pertenezca a la gente y trabaje por la gente”.
Por su parte el ex primer ministro Ayad Alaui, primo carnal de Mohamed Alawi rechazó su nombramiento. Los manifestantes en la calle rechazaron el nombramiento por considerar que proviene de la clase política que rechazan.
El 1 de marzo de 2020 renunció a su designación para formar gobierno después de que la Asamblea rechazara por segunda vez su candidatura.